# 주짓수
주짓수(Jiu-Jitsu)는 원래 유술(주주쓰)의 다른 표기였으나, 현재 일본 기원의 유술에서 다른 무술이 합쳐져 변형된 세계의 무술을 뜻하는 말이다. 

## 개요
현대에 이르러 브라질 주짓수와 유럽식 주짓수, 아테미 주짓수 등이 있다.
유럽식 주짓수의 국제연맹으로 1977년 설립되어 이후 두번에 걸쳐 명칭을 변경한 JJIF (Ju-Jitsu International Federation)를 본부로 산하에 각 대륙마다 1개의 대륙연맹과 각 국가마다 1개의 공식협회를 보유하고 활동하고 있으며, 한국에서는 2014년 대한민국 주짓수협회(KJJA, Korea Ju-Jitsu Association)이 최초 공식인증을 확보하고 활동하였으며 이 후 2016년 4월부터 대한주짓수회(JJAK, Ju-Jitsu Association of Korea)가 공식 인증을 보유하고 활동하고 있다. 대한민국주짓수협회와 대한주짓수회는 JJIF(국제주짓수연맹)의 정회원 및 JJAU(아시아주짓수연맹)의 아시아부회장(담당 지역: 동아시아-중국, 일본, 북한, 대만, 홍콩, 마카오, 몽골, 대한민국)의 위치를 점유하고 한국의 위상을 확립하고 있다.
현재 JJIF는 국제생활체육연맹(International Sport for All Federation, FISPT), 아시아올림픽평의회(Olympic Council of Asia, OCA), 스포츠의사결정회의(Sports Accord), 국제경기위원회(International World Games Association)에 가입되었으며 우리에게는 익숙한 이름의 아시안게임과 월드게임의 종목으로 활동하고 있다. 세부 종목으로 파이팅(타격기와 관절기의 혼용 경기), 듀오(호신술 시범 경기), 네와자(BJJ, 브라질 주짓수)의 세 종목을 운영중이다.